# .gf
.gf (Guiana Francesa) é o código TLD (ccTLD) na Internet para a Guiana Francesa.